# Lukovac Srednji
Koordinati:   42°46′32″N, 16°56′58″E
Lukovac Srednji je majhen nenaseljen otoček v Jadranskem morju. Pripada Hrvaški.
Otoček leži okoli 1 km severovzhogno od rta Novi Hum na Lastovu v skupini otokov z imenom Lastovnjaci. Površina otočka je 0,017 km².
Dilžina obalnega pasu je 0,53 km. Najvišja točka na otočku je visoka 23 mnm.